# Ätran (Szwecja)
Ätran – miejscowość (tätort) w Szwecji, w regionie administracyjnym (län) Halland, w gminie Falkenberg.
Według danych Szwedzkiego Urzędu Statystycznego liczba ludności wyniosła: 400 (31 grudnia 2015), 408 (31 grudnia 2018) i 420 (31 grudnia 2019).